# Princess Knights
『Priness Knights』（プリンセスナイツ）は、2002年1月11日にミンクより発売されたアダルトゲームである。

## システム
剣と魔法の世界を舞台とした本作は、攻略可能なヒロインの候補が28人いることを特徴とする。そのうち、パーティーメンバーにできるのは8人までであり、さらに最後に結ばれるのは1人だけである。
ヒロイン達の居所は伏せられており、居そうな場所に立ち寄って見つけ出す必要がある。プレゼントを贈るなどして好感度を上げた後、イベントが発生し、そのときの判断によってパーティーメンバーに加えることができる。
ヒロイン達はアーチャーやファイターといった6つの職業に分けられており、これとは別に地水火風光闇の6属性に分けられている。地水火風はそれぞれ竦みの関係になっており、光と闇は互いに弱点同士の関係になっている。
加えて、捕獲したモンスターは自分に融合させてパワーアップさせることが出来る。

## あらすじ
フェスタック大陸は、大昔に神竜によって作られたという伝説が残っており、大陸をまとめる竜の国グランダの統治者は神の地を引くとされる竜人が務めてきたが、時が経つにつれ、その力は弱まっていた。
ある日、レンガルトという新興国家がグランダに攻め込み、時の竜王ディスタルが殺された。
生き残った王子ランディスは辺境の村へと逃げ延びた。
彼はクレアとその家族の世話になるが、三年後、レンガルト軍が彼らのいる村にまで攻め込み、クレアの祖父ゼルドフが殺される。
後がないと思ったランディスは、女性達に自らの竜人の精を与えて「プリンセス・ナイツ」とし、彼女たちと共にレンガルトの打倒を向かう。その中で、ランディスはヴァネッサという美女との出会いを通じて自らの行為の正当性に疑問を抱く。さらにその後、敵将キプロスから神竜が邪神ガルデスを封じた際の行為とレンガルトの関係性を知り、さらに苦悩を募らせる。
そして、彼は復讐の連鎖を止めるべく、邪神ガルデスを討ち取る。

## 登場人物

### 主人公とその関係者
ランディス
声 - 四反田正人
本作の主人公である、グランダの竜王子。
内気で臆病だが、心優しい性格でもある。
父ディスタルから世の平和と神竜の地を託されるも、自らの宿命を受け入れることが出来ず、3年間辺境の街・レジッタに隠棲していた。

ミルディー
声 - 香山かずみ
ランディスの妹にしてグランダ皇女。グランダ城襲撃以降消息不明となる。

竜王ディスタル
声 - 三崎充
竜の国グランダの国王で、ランディスとミルディーの父にあたる。レンガルト軍によって殺される。

### プリンセス・ナイツ
クレア
声 -高宮更紗
ランディスの隠遁生活を支えてきた薬草売りの少女。祖父・ゼルドフ（声 - 岸川徹）の死をきっかけに、彼の戦いに同行することを決意する。
バネッサ
声 -京極秋
ランディスの初恋の人。レンガルトの一員でありながらも、ランディス一行と接触を重ねている。
メイ
声 - 柳保りか
ランディスの幼なじみ。
エレシス
声 -谷鍋るい
クリエイラ王であるヘリオスの妹。ランディスの内向的な性格と過去の経歴を見て、彼のことを臆病者とみなしていた。
アーネス
声 -葉山翔子
レンガルドに対するレジスタンスのリーダーで、レンガルト軍四天王の一人であるキプロスを追い詰めたという噂が立っている。
アルディーヌ
声 - 深井晴香
レンガルト軍四天王の一人である闘士。レンガルド王フィルネスを絶対視しており、彼のためなら命を投げ出すことも厭わない。
マレーナ
声 - 中野瞳
風の神殿にて「風の指輪」の守護者を務める少女。厭戦的な性格をしており、ランディスの姿勢に疑問を感じている。
エリーナ
声 - 小村菜々
火の神殿にて「火の指輪」の守護者を務める少女。おてんばな性格をしている。
パメラ
声 - 榎津まお
水の神殿にて「水の指輪」の守護者を務める少女。子どもっぽいところがある。
レイシア
声 -川原栞
土の神殿にて「土の指輪」の守護者を務める少女で、山の国オルターの辺境の地・レブレントの出身である。ランディスと兄を重ねている。
ナオ
声 - ひなたぼっ子
グランダの一地域・テルアの戦災孤児。一人称がオイラであるなど、粗野で男性的な言動が目立つものの、内面は繊細である。
アスティア
声 - 栗木まろん
ある町の闘技場の闘士。
モルン
声 - さざんか
花屋の店員で、明るい性格をしている。
ファニス
声 -河口湖子
ランディスとの出会いを運命だと信じている占い師。
シュフィー
声 - 湯本せらぎ
フェスタックに秘められた7つの財宝を探す冒険家。
リムリー
声 - 森静香
世界の平和を願う僧侶。
ファーナ
声 - 小島ありす
食堂の娘。父との辛い生活から逃れるため、戦いに身を投じた。
キリノア
声 - 夢宇
村娘。レンガルトを殺された兄の仇として憎んでいる。
イノア
声 -四座ガム
アルシャ
声 -児玉さとみ
クリエイラの百人隊長。
アンバード
声 -椎名ときわ
イルードの街の酒場で女将をしている女性。勝ち気で、荒くれ者相手にも物怖じしない。
タニア
声 -海野だけ
歴史家で、グランダの竜王家にも詳しい。
ミリアナ
声 - 西河あおい
遊技場の従業員で、グランダの警備兵だった過去を持つ。
ティキ
声 - シン
レンガルドとつながりのある盗賊ギルドの元関係者。
ラッセ
声 - Yuki-Lin
自然を愛する少女。レンガルドの侵攻による森の汚染を食い止めるべくランディスに協力する。
ジェリー
声 - 金田まひる
ランディスに憧れを抱く僧侶。ある城の侍女を務めていた際にランディスと出会ったという経緯がある。
ノリス
声-流星ルンナ
陰気な女盗賊。
ビュリ
声 - 山野たぬき
レンガルト軍四天王の一人である魔術師。精神的に幼く、残酷な一面を持つ。
カレラ
声 -度月あい
アクセサリー屋の店員。

### その他
フィルネス
声 - 高畠哄笑
レンガルト王。
ガルデス
声 - 高畠哄笑
キプロス
声 - 御園行洋
レンガルト四天王の一人。
カーストラ
声 - 池田知聡
ファリアット
声 - 一発矢太
ウィダス
声-  谷俊介
ハイラード
声- Back麗男

## 主題歌
エンディングテーマ「星の瞬きに」
作曲・編曲：石川梨華夫、作詞：内田湯記ノ丞、歌：沢口まり

## 開発
1997年春ごろ、家庭用ゲーム機向けに3Dを用いたゲームが多数発売されたことから、PC用ゲームでも同様のことをやりたいという理由で、本作の企画が立ち上がった。
開発初期の時点からインパクトを強くするという方針が立てられており、本作はブランド史上初めてアニメーションによるオープニングが導入された。
この時点では、3Dを用いたゲームという漠然とした考えがなかったため、3Dの研究に時間がかかったことに加え、キャラクター数が増加したことから、画面上で動かすためのキャラクターチップの作成にも時間を費やした。
また、時間がたつにつれ、3D機能の付いたマザーボードやグラフィックボードが一般化したため、一般のユーザー向けに動作環境を調整するのにも時間がかかった。
その結果、本作の発売日は企画から5年後の2002年1月11日となった。

### キャラクター設定
攻略対象のヒロインの作成に当たり、各クラスに個性を持ったヒロインを何人か用意するという方針が立てられた。
その後、ヒロインの人数が増えていったため、最終的にはミルディーを含めた30人のヒロインを用意し、それぞれのクラスへと割り振られていった。
当初は主人公の妹ミルディーも攻略対象に含まれていたが、彼の実妹という設定とかみ合わなかったため、最終的には攻略対象から外された。
また、一部のヒロインに特別感を出すため、Hシーンの内容に合わせて3段階のグループに割り振られた。
このうち、クレアはメインヒロインということで、3段階のうち、一番上のグループに割り振られ、二番目のグループにはクレリック以外のヒロインで主要な立ち位置にいるアーネスら5人が割り振られた。
当初、残りのグループのヒロインにはデートイベントがなかったものの、デバッグの際に社内から要望が寄せられ、最終的にはグラフィック以外の形でデートが描かれることとなった。
また、バネッサは当初攻略対象にする予定はなかったものの、開発が進むにつれ、スタッフたちから攻略対象に入れたほうが良いのではないかという声が上がった。最終的には物語の終盤にランディスの仲間にするという形が取られ、仲間に入るタイミングの都合から、彼女のハッピーエンドのみ、他のヒロインとは別の条件が設定された。
当初、主人公ランディスは「おおざっぱで利己的」という設定だったが、ブランドの別作品の主人公と酷似していたため、最終的には気弱でまじめなキャラクターに変更された。

## 関連商品
- Princess Knights CG&原画集 ISBN 9784877095741

2002年6月1日発売
- Princess Knights 上巻 ISBN 9784894901407

2002年6月25日発売
- Princess Knights 下巻 ISBN 9784894901629

2002年7月26日発売

## 反響
本作のヒロインの一人であるクレアは、ミンクが2000年代に実施した同社作品キャラクターの人気投票において、好きなキャラクター部門で2位を獲得した。

### 書籍
- minky 10周年記念特集号. ミンク. (2003年5月). pp. 2-13 - 『Danger Angel〜異常進化〜マテリアルガイド (メディアックスムック 226)』付属
  - 「キャラデミー賞結果発表」、5頁。
  - 「Princess Knights」, 『minky 10周年記念特集号』、8頁。
- Princess Knights CG&原画集. ミンク. (2002年6月30). pp. 3-111
  - 「Prologue」, 『Princess Knights CG&原画集』、2頁。
  - 「クレア」, 『Princess Knights CG&原画集』、10頁-17頁。
  - 「レイシア」, 『Princess Knights CG&原画集』、18頁-19頁。
  - 「メイ」, 『Princess Knights CG&原画集』、20頁-21頁。
  - 「ナオ」, 『Princess Knights CG&原画集』、54頁-59頁。
  - 「ミルディー」, 『Princess Knights CG&原画集』、96頁。
  - 「『Princess Knights』制作STAFF&CHARACTER VOICE」, 『Princess Knights CG&原画集』、97頁。
  - 「『Princess Knights』制作スタッフインタビュー」, 『Princess Knights CG&原画集』、110-111頁。